# Massimiliano Morra
Massimiliano Morra, all'anagrafe Gabriele Morra (Napoli, 30 luglio 1986), è un attore ed ex modello italiano.

## Biografia
Da giovanissimo inizia a lavorare come modello, diventando testimonial di vari marchi e aziende d'abbigliamento nazionali ed internazionali, tra cui Carlo Pignatelli, Armata di Mare, Calvin Klein Jeans, American Eagle, Colt Jeans. Nel 2010 vince il titolo di Il più bello d'Italia. Nel 2014 si laurea in Tecniche di fisiopatologia cardiocircolatoria e perfusione cardiovascolare presso la Scuola di Medicina e Chirurgia dell'Università degli Studi di Napoli Federico II.

## Carriera
Nel 2013 esordisce sul piccolo schermo come protagonista maschile, accanto a Manuela Arcuri, della miniserie televisiva Pupetta - Il coraggio e la passione, regia di Luciano Odorisio, in cui interpreta il ruolo del boss della malavita Michele De Nicola. Sempre nel 2013 è co-protagonista, accanto a Sabrina Ferilli e Virna Lisi, di Baciamo le mani - Palermo New York 1958, regia di Eros Puglielli.
TV Sorrisi e Canzoni, in occasione del Roma Fiction Fest del 2013, lo premia come  Rivelazione dell'anno. Sempre nel 2013, durante la "43ª giornata d'Europa", tenutasi in Campidoglio, riceve l'Oscar dei giovani per la sua interpretazione del personaggio Vito Calabrese in Baciamo le mani - Palermo New York 1958.
Nel 2014 è tra i protagonisti della seconda stagione de Il peccato e la vergogna. Ad aprile dello stesso anno ritorna sul piccolo schermo con la miniserie televisiva Rodolfo Valentino - La leggenda, regia di Alessio Inturri, dove interpreta l'attore Ramón Novarro. Successivamente è co-protagonista della miniserie Furore, anch'essa diretta da Alessio Inturri.
Nel 2015, dopo aver girato come co-protagonista, accanto a Gabriel Garko, Stefania Sandrelli e Rosalinda Cannavò, Non è stato mio figlio, regia di Luigi Parisi e Alessio Inturri, ritorna sul set con Il bello delle donne... alcuni anni dopo diretto da Eros Puglielli. Nel luglio del 2016 inizia le riprese della seconda stagione di Furore. Nel 2018 prende parte come concorrente nel talent show Ballando con le stelle.
Nel 2020 partecipa alla quinta edizione del Grande Fratello VIP. All'interno della casa si ritrova a vivere insieme alla sua ex fidanzata, Rosalinda Cannavò in arte Adua Del Vesco. Durante il programma, i due attori hanno tuttavia rivelato esplicitamente che la loro storia non era mai stata veritiera.

## Filmografia

### Attore

#### Televisione
- Pupetta - Il coraggio e la passione – serie TV (2013)
- Baciamo le mani - Palermo New York 1958 – serie TV (2013)
- Rodolfo Valentino - La leggenda – miniserie TV (2014)
- Il peccato e la vergogna - Parte seconda – serie TV (2014)
- Furore – serie TV, 14 episodi (2014-2018)
- Non è stato mio figlio – miniserie TV (2016)
- Il bello delle donne... alcuni anni dopo – serie TV (2016)

#### Cortometraggi
- Ginevra, regia di Gino Brotto (2023)
- Le faremo sapere, regia di Daniele Catini (2024)
- Avanti,avanti!, regia di Marco Bracco (2024)
- La danza delle candele, regia di Anna Maria Gentile (2025)

## Programmi televisivi
- Ballando con le stelle (Rai 1, 2018) – Concorrente
- Grande Fratello VIP 5 (Canale 5, 2020) – Concorrente

## Riconoscimenti
- Premio TV Sorrisi e Canzoni come Rivelazione dell'anno al Roma Fiction Fest (2013)
- Oscar dei giovani (2013)